# Altholländischer Kapuziner
| Altholländischer Kapuziner (Oudhollandse Kapucijn) | Altholländischer Kapuziner (Oudhollandse Kapucijn) |
| ELRT-Nr. 0603                                      | ELRT-Nr. 0603                                      |
| -------------------------------------------------- | -------------------------------------------------- |
| Rassengruppe                                       | Strukturtauben                                     |
| Standardbestimmend im Europäischen Verband:        | NBS (NL)                                           |
| Liste von Haustaubenrassen                         |                                                    |

Altholländischer Kapuziner ist die Bezeichnung einer Haustaubenrasse. Die Kapuzinertauben verdanken ihren Namen einer Ähnlichkeit mit Kapuziner-Mönchen mit ihren braunen Kutten und Kapuzen. Diese Rasse gehört zu den ältesten Taubenrassen und wurde schon zu Beginn des 16. Jahrhunderts durch Seefahrer aus Bombay (Indien) in die Niederlande eingeführt. Die holländischen Maler Jan Steen und Melchior de Hondecoeter haben diese Tauben im 17. Jahrhundert auf ihren Gemälden dargestellt; die ersten Tiere in den Farben Schwarz und Rot, die letzten in Blau mit schwarzen Binden.
Am 18. Januar 1959 wurde anlässlich der „Avicultura-Schau“ in Den Haag der holländische Kapuziner-Club gegründet. Auch in Deutschland existiert seit 1966 der Sonderverein Altholländischer Kapuziner Club.

## Musterbeschreibung
- Herkunft: Etwa um 1500 von holländischen Seefahrern aus Indien eingeführt, nachweislich seit 1661 in Holland gezüchtet.
- Gesamteindruck: Mittelgroß, im Typ zwischen Tümmler und Feldtaube stehend; mittel hoch gestellt, waagerecht getragener Körper, mit kragenartiger Struktur des Halsgefieders.

- Rassemerkmale:
  - Kopf: Länglichrund; Stirn breit, gut gewölbt.
  - Augen: Perlfarbig, ein weißer Ring umgibt die Pupille, die übrige Iris ist orangefarbig; Rand rot, von feiner Struktur.
  - Schnabel: Mittellang, fein, hell; Warzen fein, glatt anliegend. Hals: Mittellang, Kehle gut angeschnitten. Brust: Breit, gut gerundet.
  - Rücken: Breit zwischen den Schultern, nach hinten schmaler werdend.
  - Flügel: Nicht zu lang, geschlossen, den Rücken deckend.
  - Schwanz: Höchstens mittellang, geschlossen, waagerecht getragen.
  - Beine: Mittellang, unbefiedert; Nagelfarbe hell.
  - Struktur: Gefieder fest geschlossen und nicht zu lang; Kappe hoch, aufrecht stehend, dick, gut gerundet, ohne Knick in die volle Nackenbefiederung übergehend, seitlich etwas vom Kopf abstehend und ohne Unterbrechung In den Halskragen verlaufend, der die Vorderseite des Halses offen lässt. An den unteren Halsseiten bildet das Gefieder eine ovale Rosette, die mit dem Hals verlaufen sollte. Vorderkopf und Augen bleiben von der Struktur unbedeckt.

- Farbenschläge: Schwarz, Dun, Rot, Gelb, Blau mit schwarzen Binden, Rotfahl, Gelbfahl, Blaufahl; getigert in Schwarz, Rot und Gelb; einfarbig Weiß.

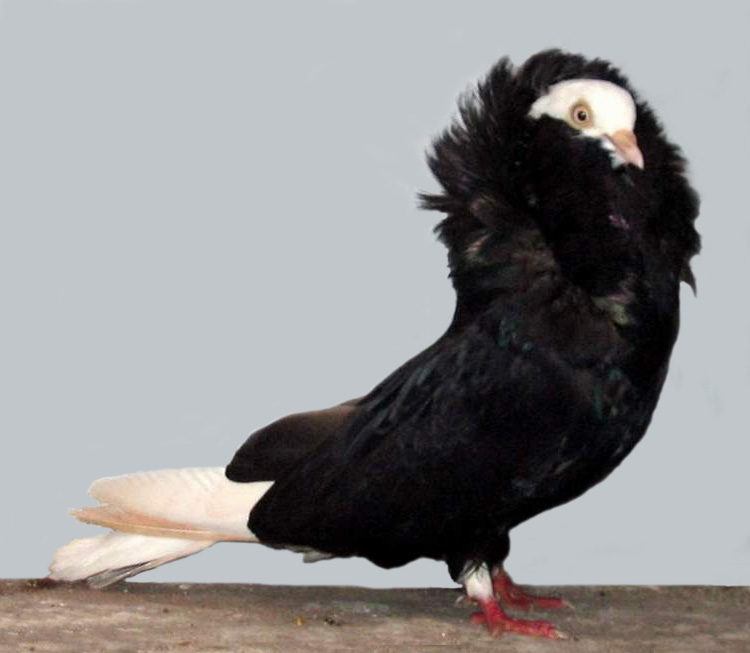
Schwarz
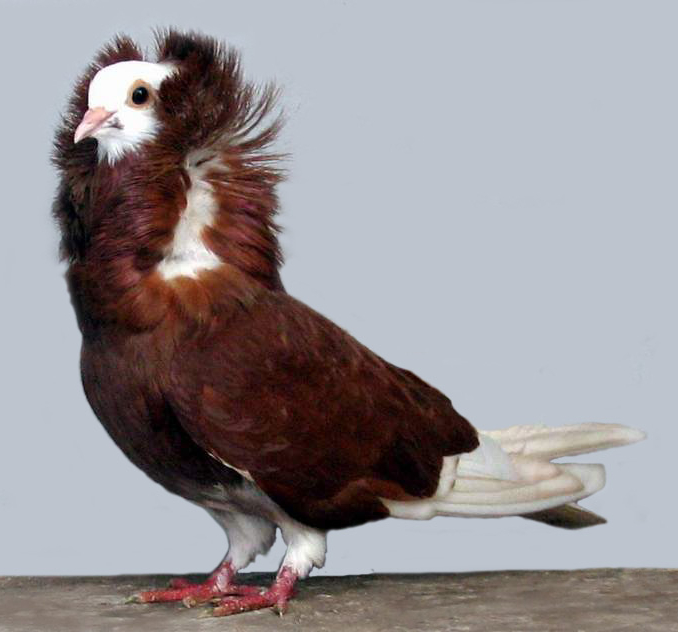
Rot

- Farbe und Zeichnung: Alle Farben gleichmäßig, satt und rein. Die farbigen Schwingen der roten und gelben laufen hell aus, die blauen und fahlen mit möglichst reiner Schildfarbe. Die fahlen mit intensiver Hals-, Brust- und Bindenfarbe. Bei rot- und gelbfahlen Täubinnen ist gräulicher Anflug in der Brustfarbe gestattet. Die Zeichnung ist die alte Form der Mönchzeichnung. Weiß sind der Kopf bis 1/2 cm unter dem Auge, 7 bis 12 Schwingen, Unterrücken, Schwanz, Bauch, Schenkel, Keil und Aftergefieder; etwas farbige Zeichnung hinter den Schenkeln ist gestattet. Das übrige Gefieder ist farbig, auch die Innenseite der Kappe und der Bauch bis kurz vor die Schenkel. Bei den getigerten muss die Mönchzeichnung erkennbar sein.
- Grobe Fehler: Langer oder schmaler Körper, abfallende Haltung, offener Rücken, lose Struktur, weiche Feder, gescheiteltes Nackengefieder, stark nach vorn neigende Kappe, dunkler oder angelaufener Schnabel, schlechte Kopfzeichnung, weniger als 7 und mehr als 12 weiße Schwingen sowie mehr als 3 weiße Schwingen Unterschied, unreine Farbe; bei getigerten viele schimmelige Federn.
- Bewertung: Gesamteindruck – Typ – Struktur – Farbe und Zeichnung – Augenfarbe.
- Ringgröße: 7[2]